# Здания Северного страхового общества

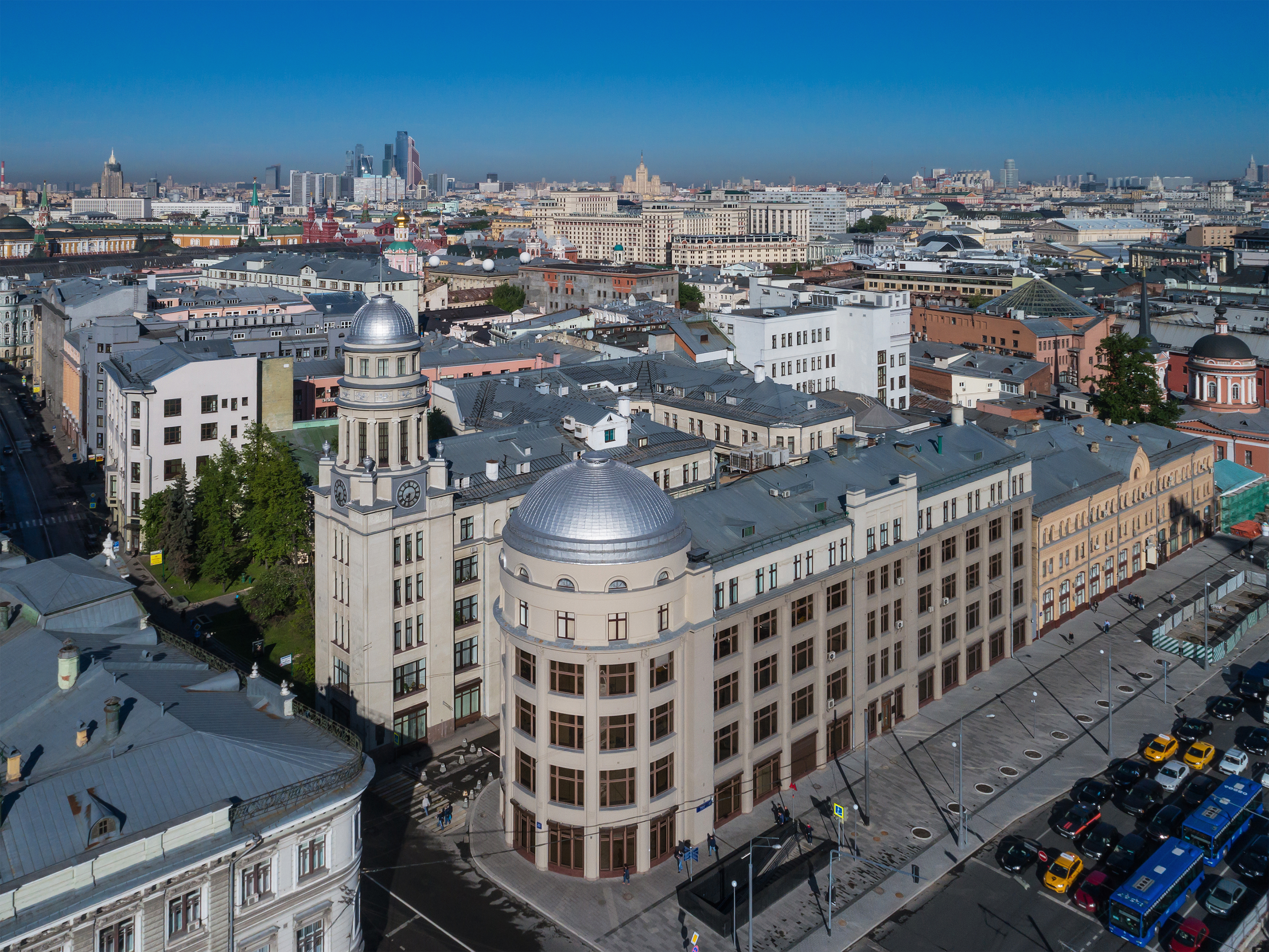
Вид сверху

Здания Северного страхового общества — комплекс из двух домов в центре Москвы (ул. Ильинка, д. 21—23). Построены в 1910—1911 годах для Северного страхового общества. Имеют статус объектов культурного наследия регионального значения.

## История
В конце XIX века Северное страховое общество занимало дом Орлова-Давыдова на Никольской улице. В 1900 году было принято решение построить для общества комплекс доходных домов, в котором размещались бы конторы, торговые и складские помещения. Для этой цели был приобретён участок земли на Новой площади за Китайгородской стеной. Был объявлен архитектурный конкурс, в котором принимало участие 22 проекта. Первое место занял проект архитекторов И. И. Рерберга, М. М. Перетятковича, В. К. Олтаржевского и И. А. Голосова.
Комплекс из двух корпусов органично вписался в окружающую застройку. На архитектуру восточной части комплекса повлияла близость церкви Николая Чудотворца «Большой Крест» и Ильинских ворот Китай-города. Выходящее на Ильинку крыло западного корпуса завершается стройной часовой башней, а восточный корпус — мощной неоклассической ротондой, контрастирующей с башней. Пятиэтажные здания имеют большие квадратные конторские окна. Под куполом ротонды — два пояса небольших окошек: вверху полукруглые, а под ними квадратные.
После Октябрьской революции Северное страховое общество было ликвидировано. В 1930-х годах здания занимали комиссариат внешней торговли, комитеты по делам искусств и по делам высшей школы. К началу 1990-х годов здания занимали Комитет партийного контроля и издательство «Московский рабочий». Затем с 1992 по 2008 год здесь размещался Конституционный суд Российской Федерации. В настоящее время восточный корпус занимает приёмная Администрации президента, а западный — Министерство труда и социальной защиты.